# Аптраково
Аптраково (баш. Аптраҡ) — деревня в Мелеузовском районе Республики Башкортостан Российской Федерации. Административный центр Аптраковского сельсовета.

## География
Деревня находится на берегу реки Белая.

### Географическое положение
Расстояние до:
- районного центра (Мелеуз): 20 км,
- ближайшей ж/д станции (Мелеуз): 20 км.

## Население
| 2002 | 2009 | 2010 |
| ---- | ---- | ---- |
| 356  | ↘345 | ↘312 |

### Национальный состав
Согласно переписи 2002 года, преобладающая национальность — башкиры (97 %).

## Религия
В деревне строится мечеть.